# Sarunyoo Wongkrachang
Sarunyoo Wongkrachang hay Sarunyu Wongkrachang (tiếng Thái: ศรัณยู วงษ์กระจ่าง, phiên âm: Xa-ran-du Vông-cơ-ra-chang, sinh ngày 17 tháng 10 năm 1960 - mất ngày 10 tháng 6 năm 2020) còn có nghệ danh là Tua (tiếng Thái: ตั้ว) là một diễn viên, ca sĩ, biên kịch, dẫn chương trình, nhà chính trị, đạo diễn, nhà sản xuất phim người Thái Lan. Ông là nhà sản xuất phim truyền hình Thái và trở thành nam diễn viên nổi tiếng trong thập niên 80 - 90, nhiều phim truyền hình nổi lên bấy giờ như Gao Ee Kao Nai Hong Dang (1984), Massaya (1985), Baan Sai Thong (1987), Jaosao Kong Arnon (1988), Rattikarn Yod Rak (1989), Wanalee (1990), Roymarn (1990), Wanida (1991), Tawipop (1992), Mon Rak Look Thoong (1995), Duay Rang Atittarn (1996) and Nai Hoy Tamil (2001).
Sarunyoo xuất hiện hơn 50 phim truyền hình, 20 phim điện ảnh, và 20 sân khấu, gồm Mon Rak Look Thoong - đứng thứ ba trong những bộ phim Thái với tỷ lệ xem cao lên đến 36%. Ông giành giải thưởng Mekhala Award cho nam diễn viên xuất sắc nhất phim Tawipop.
Với mở công ty Saman Karn Lakorn, Sarunyoo làm đạo diễn, biên kịch, sân khấu như Langkha Daeng và phim truyền hình cho đài Channel 7 như Suparb Buroot Look Puchai (2003 & 2013), Hua Jai Tuan (2014), Roy Rak Rang Kaen (2015), và Ballang Hong (2016).

## Đời tư
Sarunyoo kết hôn với DJ - Doanh nhân Hattaya Katesang - sinh ở London, Anh và về Thái sau khi tốt nghiệp làm công việc gia đình. Tuy nhiên, Hattaya đã gặp Sarunyoo, khi cả hai đóng chung phim Dok Fah Lae Dome Pu Jong Hong (1989). Họ có hai cô con gái sinh đôi, Supara Wongkrachang (Look Noon) và Seetala Wongkrachang (Look Nang).

## Qua đời
Sarunyoo qua đời ngày 10 tháng 06 năm 2020 căn bệnh Ung thư gan giai đoạn cuối tại bệnh viện King Chulalongkorn

## Phim tham gia

### Phim truyền hình
| Tựa                                                                | Năm  | Vai trò   | Vai trò   | Vai trò  | Vai trò                                      | Đài                   | Đóng với                                     |
| Tựa                                                                | Năm  | Diễn viên | Biên kịch | Đạo diễn | Vai                                          | Đài                   | Đóng với                                     |
| ------------------------------------------------------------------ | ---- | --------- | --------- | -------- | -------------------------------------------- | --------------------- | -------------------------------------------- |
| Luerd Kattiya                                                      | 1983 | Có        |           |          | Anothai                                      | Ch3, broadcast banned | [ 7 ]                                        |
| Gao Ee Kao Nai Hong Dang                                           | 1984 | Có        |           |          | Burapa or Piak                               | Channel 3             |                                              |
| Baan Soi Dao                                                       | 1984 | Có        |           |          | Aer Tawan                                    | Channel 7             |                                              |
| Ranad Ek                                                           | 1985 | Có        |           |          | Ek                                           | Channel 7             |                                              |
| Massaya (Massaya, không dám nói yêu anh)                           | 1985 | Có        |           |          | Lt. Luck Rattanamahasarn                     | Channel 7             |                                              |
| Kamanita-Vasitthi                                                  | 1986 | Có        |           |          | Kamanita                                     | Channel 3             |                                              |
| Ta Le Luerd                                                        | 1986 |           | Có        |          |                                              | Channel 3             | [ 8 ]                                        |
| Jittakorn                                                          | 1986 | Có        |           |          |                                              | Channel 7             |                                              |
| Ban Sai Thong                                                      | 1987 | Có        |           |          | M.R. Paradapatrapee Sawangwong / Chai Klang  | Channel 7             |                                              |
| Pojamarn Sawangwong                                                | 1987 | Có        |           |          | M.R. Paradapatrapee Sawangwong / Chai Klang  | Channel 7             |                                              |
| Awasarn Salesman                                                   | 1987 | Có        | Có        |          | Chanapon / Pon                               | Channel 3             |                                              |
| Arsom Sang                                                         | 1988 | Có        |           |          | Naksit Suramethee                            | Channel 3             |                                              |
| ฺBorisat Jad Koo                                                    | 1988 | Có        |           |          |                                              | Channel 7             |                                              |
| Ta Yart                                                            | 1988 | Có        |           |          |                                              | Channel 3             |                                              |
| Game Kamathep                                                      | 1988 | Có        |           |          |                                              | Channel 3             |                                              |
| Jaosao Kong Arnon                                                  | 1988 | Có        |           |          | Arnon Withayatorn                            | Channel 3             |                                              |
| Rattikarn Yod Rak                                                  | 1989 | Có        |           |          | Dr. Jakkrit Issaraluck                       | Channel 3             |                                              |
| Wanalee                                                            | 1990 | Có        |           |          | Pol.Capt. Siam / Sue Mued                    | Channel 3             |                                              |
| Hoad Laew Auan                                                     | 1990 | Có        | Có        |          |                                              | Channel 3             |                                              |
| Tur Keu Duang Dao                                                  | 1990 | Có        |           |          | Santiparp                                    | Channel 5             |                                              |
| Theptida Bar 21                                                    | 1990 | Có        |           |          |                                              | Channel 3             |                                              |
| Somwang Manood Tod Long                                            | 1990 | Có        |           |          | Somwang                                      | Channel 3             |                                              |
| Roymarn                                                            | 1990 | Có        |           |          | Ooppama / Mark                               | Channel 3             |                                              |
| Wanida                                                             | 1991 | Có        | Có        |          | Maj. Prajak Mahasak / Yai                    | Channel 3             |                                              |
| Fai Shone Sang                                                     | 1992 | Có        |           |          | Chatchai                                     | Channel 3             |                                              |
| Mia Naung God Mai                                                  | 1992 | Có        |           |          | Narain                                       | Channel 5             |                                              |
| Nam Sau Sai                                                        | 1993 | Có        |           |          | Peem                                         | Channel 7             |                                              |
| Tawipop                                                            | 1994 | Có        |           |          | Khun Luang Akkarathepwarakorn                | Channel 7             | Siriam Pakdeedumrongrit                      |
| Plai Fon Ton Nao                                                   | 1994 | Có        |           |          | Lai Kram                                     | Channel 7             |                                              |
| Reun Pae (Chuyện tình ven sông)                                    | 1995 | Có        |           |          | Jane                                         | Channel 5             | Pongpat Wachirabunjong & Nusaba Wanichangkul |
| Prasart See Khao                                                   | 1995 | Có        |           |          | Treepimai / Tree                             | Channel 7             | Siriam Pakdeedumrongrit                      |
| Mon Rak Look Thoong                                                | 1995 | Có        |           |          | Klao                                         | Channel 7             | Natharika Thamapreedanan                     |
| Duay Rang Atittarn (Sức mạnh nguyện ước)                           | 1996 | Có        |           |          | Krit                                         | Channel 7             | Suvanant Kongying                            |
| Tan Tawan                                                          | 1997 | Có        |           |          | Sarit                                        | Channel 3             | Busakorn Pornwanavej                         |
| Tawan Yor Sang (Ánh hoàng hôn rực rỡ)                              | 1997 | Có        |           |          | Sakrapee / Alek                              | Channel 3             | Sonia Couling                                |
| Khemmarin - Inthira                                                | 1997 | Có        |           |          | Khemmarin                                    | Channel 5             | Katreeya English                             |
| Kaew Jom Gaen                                                      | 1997 | Có        |           |          |                                              | Channel 5             |                                              |
| Duang Yee Wa                                                       | 1998 | Có        |           |          | Aman                                         | Channel 3             | Siriluk Pongchoke                            |
| Thep Niyai Nai Sa Noa                                              | 1998 | Có        |           | Có       |                                              | Channel 3             |                                              |
| Por Mai Tee Ded                                                    | 1998 | Có        |           |          |                                              | Channel 7             | Sinitha Boonyasak                            |
| Pa Lung Rak                                                        | 1998 | Có        |           |          |                                              | Channel 7             |                                              |
| She Wit Tee Paw Piang                                              | 1999 | Có        |           |          | Shusheep                                     | Channel 5             |                                              |
| Dome Tong                                                          | 1999 | Có        |           |          | Adit Sirodom / Chaopraya Sorasak Krai Narong | Channel 7             | Natharika Thamapreedanan                     |
| Khun Poo Su Sa                                                     | 1999 | Có        |           |          |                                              | Channel 7             | Tanyares Ramnarong                           |
| Dung Sai Nam Lai                                                   | 2000 | Có        |           |          | Peerapat                                     | Channel 7             | Mantana Himatongkam                          |
| Nai Hoy Tamil                                                      | 2001 | Có        |           |          | Nai Hoy Kane                                 | Channel 7             | Namfon Komolthiti                            |
| Rak Kaung Fah                                                      | 2001 | Có        |           |          |                                              | Channel 7             |                                              |
| Nampoo                                                             | 2002 |           |           | Có       |                                              | Channel 7             |                                              |
| Maha Heng                                                          | 2003 | Có        |           |          |                                              | Channel 7             | Inthira Charoenpura                          |
| Suparp Buroot Look Puchai                                          | 2003 |           | Có        | Có       |                                              | Channel 7             |                                              |
| Langkha Daeng                                                      | 2004 | Có        | Có        | Có       | Dr.Sinngoen                                  | Channel 7             | Chiranan Manochaem & Danuporn Punnakun       |
| Mitr Chaibancha Maya Shewit                                        | 2005 | Có        |           |          | Sor.Assanajinda                              | Channel 7             |                                              |
| Ror.Sor.112 Kon Thai Rak Paen Din                                  | 2005 |           |           | Có       |                                              | Channel 5             |                                              |
| Lod Lai Mungkorn (Người hùng đất khách)                            | 2006 | Có        |           |          | Liang                                        | Channel 5             | Busakorn Pornwanavej                         |
| Trab Sin Din Fah                                                   | 2008 |           |           | Có       |                                              | Channel 5             |                                              |
| Suparp Buroot Look Puchai                                          | 2013 |           | Có        | Có       |                                              | Channel 7             |                                              |
| Hua Jai Tuen                                                       | 2014 |           | Có        | Có       |                                              | Channel 7             |                                              |
| Roy Rak Rang Kaen (Ái tình và thù hận)                             | 2015 |           | Có        | Có       |                                              | Channel 7             |                                              |
| Banlang Hong (Ngai vàng của thiên nga)                             | 2016 |           | Có        | Có       |                                              | Channel 7             |                                              |
| Jong Rak Pak Dee                                                   | 2016 |           | Có        | Có       |                                              | Channel 7             |                                              |
| Diary Tootsies 2                                                   | 2017 | Có        |           |          | Win's father (guest appearance)              | GMM25                 |                                              |
| Club Friday The Series 9: Rak Tee Mai Mee Jing (Mối tình bay bổng) | 2017 | Có        |           |          |                                              | GMM25                 | [ 9 ]                                        |
| Sri Ayodhaya                                                       | 2017 | Có        |           |          | King Borommakot                              | True4U                | [ 10 ]                                       |
| Dong Pu Dee (Cô nàng lọ lem)                                       | 2019 |           | Có        | Có       |                                              | Channel 8             | [ 11 ] [ 12 ] [ 13 ]                         |
| The Stranded                                                       | 2019 | Có        |           |          | Bố Anan                                      | Netflix               |                                              |

### Phim điện ảnh
| Tựa                           | Năm  | Vai trò   | Vai trò   | Vai trò  | Vai trò               | Với                    |
| Tựa                           | Năm  | Diễn viên | Biên kịch | Đạo diễn | Vai                   | Với                    |
| ----------------------------- | ---- | --------- | --------- | -------- | --------------------- | ---------------------- |
| Yah Bork Wa Ter Barb          | 1987 | Có        |           |          |                       | w/ Sinjai Plengpanich  |
| Goai                          | 1989 | Có        |           |          |                       |                        |
| Hua Jai See See               | 1989 | Có        |           |          | Watchara              | w/ Lalita Panyopas     |
| Kor Sheu Suthee Sam See Chart | 1989 | Có        |           |          | Suthee                |                        |
| Len Gub Fai                   | 1990 | Có        |           |          | Prai                  | w/ Lalita Panyopas     |
| Tan Khun Noi Noi Hang Siam    | 1993 | Có        |           |          |                       |                        |
| Blackbirds at Bangpleng       | 1994 | Có        |           |          |                       |                        |
| Bin Laek                      | 1995 | Có        |           |          |                       |                        |
| Mahasajan Haeng Rak           | 1995 | Có        |           |          | Pat                   | w/ Sinjai Plengpanich  |
| Ruan Mayura                   | 1996 | Có        |           |          | Khun Pra Nai          | w/ Nusaba Wanichangkul |
| Sa Tang                       | 2000 | Có        |           |          |                       |                        |
| The Legend of Suriyothai      | 2001 | Có        |           |          | King Maha Chakkraphat | w/ Sinjai Plengpanich  |
| Girl's Friends                | 2002 | Có        |           |          |                       |                        |
| Soom Meu Peun                 | 2005 | Có        |           |          | Ith Umpawa            |                        |
| The Passsion Ammahit Pitsawat | 2006 | Có        |           | Có       | Chai                  |                        |
| 13 Beloved                    | 2006 | Có        |           |          | Surachai              |                        |
| The Legend of King Naresuan   | 2007 | Có        |           |          | King Maha Chakkraphat |                        |
| Salad Ta Diow Gub Dek 200 Ta  | 2008 | Có        |           |          | Captain Rit           |                        |
| Ong Bak 2                     | 2008 | Có        |           |          | Lord Jom Rajasena     |                        |
| The Manitou Vanquisher        | 2009 | Có        |           |          | Wa-yib                |                        |
| Ong Bak 3                     | 2010 | Có        |           |          | Lord Jom Rajasena     |                        |
| Kon Khon                      | 2011 |           | Có        | Có       |                       |                        |

### Sân khấu
| Tựa                                            | Năm  | Sân khấu                           | Vai                               | Nguồn  |
| ---------------------------------------------- | ---- | ---------------------------------- | --------------------------------- | ------ |
| Soo Fun An Ying Yai (Man of La Mancha)         | 1987 | The National Theatre               | Miguel de Cervantes / Don Quixote |        |
| Rai San Sook                                   | 1987 | The National Theatre               |                                   |        |
| Pan Tai Norasing                               | 1989 | Chalermthai Theatre                | Pan Tai Norasing                  |        |
| Prat Ya She Wit (The Prophet)                  |      | Sang Aroon Art and Cultural Center | Almustafa                         |        |
| Sunya Luerd Sunya Rak (Dial M For Murder)      | 1991 | A.U.A. Theatre                     |                                   |        |
| Cinderella                                     | 1991 | The National Theatre               | Prince Philip                     |        |
| Tuen Tuek                                      | 1992 | A.U.A. Theatre                     | Mongkol / Mong                    |        |
| Talui Muang Tukkata                            | 1992 | The National Theatre               |                                   |        |
| Jing Jog Lork Lai (Little Foxes)               | 1992 | A.U.A. Theatre                     |                                   |        |
| Talui Muang Tukkata                            | 1993 | The National Theatre               |                                   |        |
| Tootsie                                        | 1993 | A.U.A. Theatre                     | Michael Dorsey / Dorothy Michaels |        |
| Tootsie                                        | 1993 | Bangkok Theatre                    | Michael Dorsey / Dorothy Michaels |        |
| Hamlet                                         | 1995 | Thailand Cultural Centre           |                                   |        |
| Amadeus                                        | 1996 | Bangkok Theatre                    |                                   |        |
| Nang Paya Ngoo Kao (Legend of the White Snake) | 1999 | Bangkok Theatre                    | Fahai                             |        |
| ART                                            | 2000 | Bangkok Theatre                    |                                   |        |
| Black Comedy: Ruang Lub Lub Ton Dub Fai        | 2004 | Bangkok Theatre                    |                                   | [ 14 ] |
| Wiwa Cabaret                                   | 2006 | Bangkok Metropolis Theatre         |                                   | [ 14 ] |
| Fah Jarod Sai The Musical                      | 2007 | Rachadalai Theatre                 | King Ahmed                        |        |
| Tuen Tuek 2 40 Pee Pan Kan Perng Ka Yub        | 2008 | M Theatre                          |                                   | [ 14 ] |
| Langkha Daeng The Musical                      | 2012 | Bangkok Theatre                    | Producer, Screenwriter & Director | [ 15 ] |
| Paen Din Kong Rao                              | 2015 | Rachadalai Theatre                 |                                   | [ 16 ] |

## Âm nhạc
Solo Album
- 1992 Krang Neung (Once)
- 1995 Hua Jai Look Thoong

Compilation Album
- 1995 Mon Rak Look Thoong Original Soundtrack Vol.1 & Vol.2
- 2001 Nai Hoy Tamil Original Soundtrack Vol.1 & Vol.2

## Awards
Mekhala Awards
| Year | Nominated work | Category                     | Result    | Ref |
| ---- | -------------- | ---------------------------- | --------- | --- |
| 1994 | Tawipop        | Best Actor in A Leading Role | Đoạt giải |     |

Golden Television Awards
| Year | Nominated work                | Category                                    | Result    | Ref |
| ---- | ----------------------------- | ------------------------------------------- | --------- | --- |
| 1994 | Kuen Wan Artit (Sunday Night) | Outstanding Male Host for A General Program | Đoạt giải |     |